# 村上庄左衛門
村上 庄左衛門（むらかみ しょうざえもん、? - 元禄7年2月11日（1694年3月6日））は、江戸時代中期の伊予国西条藩士。菅野六郎左衛門と高田馬場の決闘を行ったが、敗れて討ち死にしている。

## 生涯
『西條藩根元録』によると、庄左衛門は西条藩の江戸詰めの藩士で、貞享4年（1687年）に中小姓として召しだされたとある。
中山安兵衛が西条藩松平家に提出した『二月二十一日高田馬場喧嘩之事』（細川侯爵家文庫所蔵）によれば、元禄7年2月7日に菅野六郎左衛門が組頭の下で村上庄左衛門と相番していたとき、年始振舞に村上が菅野を疎言したことについて2人は口論になり、このときには他の藩士たちがすぐに止めに入ったため、2人は盃を交わして仲直りしたのだが、その後また口論となったため、ついに高田馬場での決闘を決めたという。菅野は義理の甥中山安兵衛と若党を、村上は弟の村上三郎右衛門と中津川祐見をそれぞれ助太刀に連れて行った。安兵衛が三郎右衛門と祐見を斬り伏せ、その間村上は菅野と斬りあったが、菅野の額に致命傷を負わせるも、菅野に右腕を斬り落とされた後、若党の角田佐次兵衛に左腕を切り落とされ、その後かけつけてきた安兵衛から止めを刺されて討ち死にした。